# Condado de Świdwin

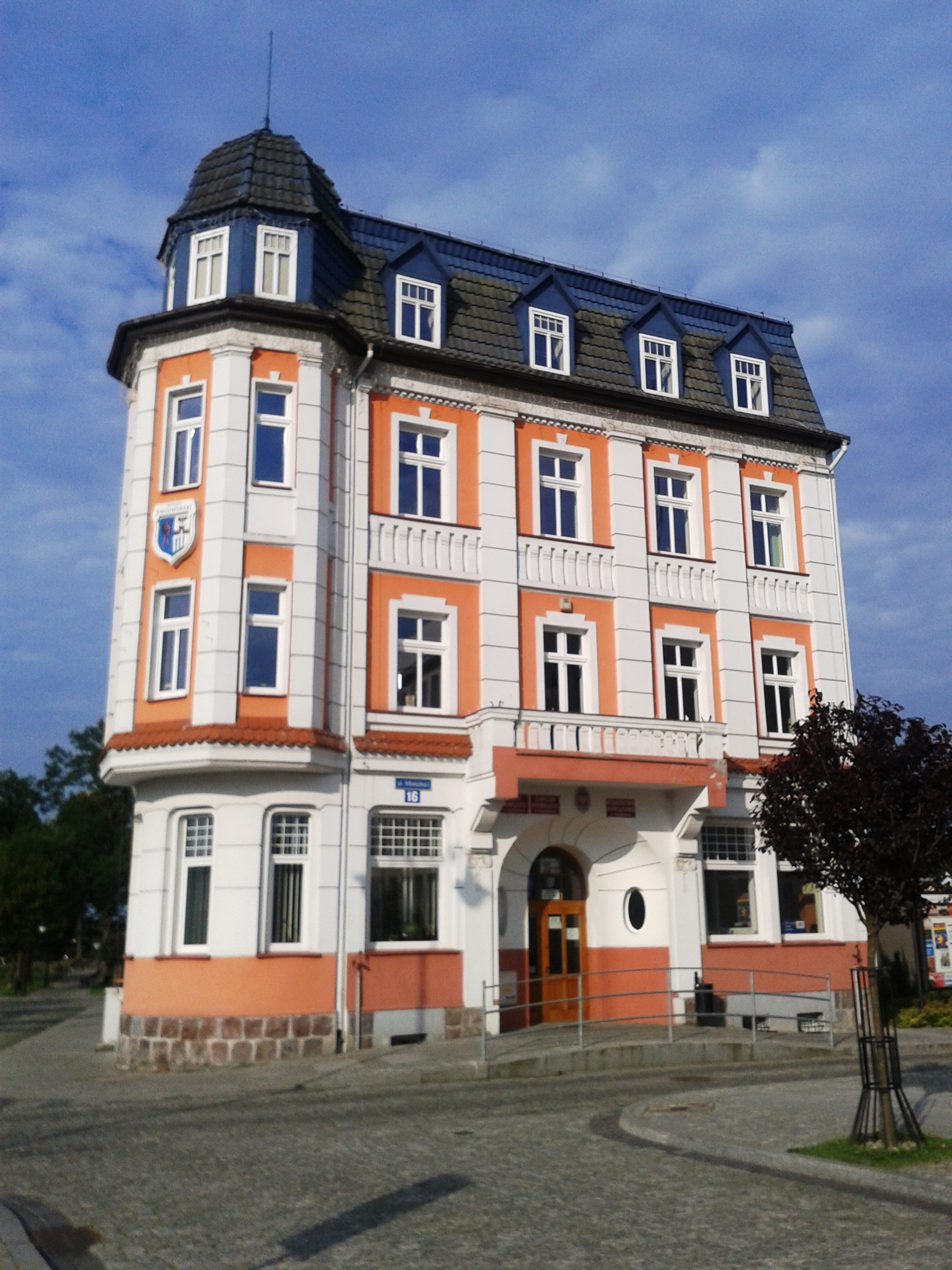
Świdwin - escritório do distrito

Świdwin (polaco: powiat świdwiński) é um powiat (condado) da Polónia, na voivodia da Pomerânia Ocidental. A sede é a cidade de Świdwin. Estende-se por uma área de 1093,06 km², com 49 181 habitantes, segundo os censos de 2012, com uma densidade 45 hab/km².

## Divisões admistrativas
O condado possui:
Comunas urbanas: Świdwin
Comunas urbana-rurais: Połczyn-Zdrój
Comunas rurais: Brzeżno, Rąbino, Sławoborze, Świdwin
Cidades: Świdwin, Połczyn-Zdrój

## Demografia
População (dados de 30 de Junho de 2005):
|          | Total   | Total | Mulheres | Mulheres | Homens  | Homens |
| -------- | ------- | ----- | -------- | -------- | ------- | ------ |
|          | pessoas | %     | pessoas  | %        | pessoas | %      |
| Total    | 48 816  | 100   | 24 992   | 50,9     | 24 087  | 49,1   |
| Cidades  | 24 378  | 100   | 12 822   | 52,6     | 11 556  | 47,4   |
| Povoados | 24 701  | 100   | 12 170   | 49,3     | 12 531  | 50,7   |